# Argeja
Argeja (gr. Ἀργεία Argeía, łac. Argea) – w mitologii greckiej królewna z Argos.
Uchodziła za córkę Adrastosa. Była żoną, wypędzonego z Teb, Polinika.